# Туминец
Ту̀минец или Безмища (на албански: Tuminec) e село в Република Албания в областта Мала Преспа, област Корча, община Пустец. Към 2007 година има около 950 - 1000 жители. На около час източно от село Туминец се намира манастирът „Света Марина“ и до него скалната църква „Света Богородица“ („Света Марина“). Енорийската църква в селото „Свети Димитър“ също е културен паметник на Албания.

## География
Селото е разположено на 18 километра североизточно от общинския център Пустец, на полуостров в Голямото Преспанско езеро, на който от северната страна са разположени Конско и Стене от община Ресен на Северна Македония. В Туминец живеят основно хора с македонска или българска национална идентичност.

## Етимология
Според Раки Бело името на селото може би произлиза от прилагателното тъмен и е свързано с дълбоката тъмна пропаст в Тумичката планина, която може би е първият носител на името. Местните жители се наричат тумичени.

## История
Според местни легенди първоначално селото е било ниско на брега на езерото в местността Старо село, но след дигане на нивото на водата се преместило в подножието на Тумичката планина. в Слепченския поменик, писан след 1573 година, се споменава йеромонах Стефан от Туминец.
Селото се споменава в османски дефтер от 1530 година като Безмишле с 45 християнски ханета и 19 ергени християни.
В края на ХVI век Туманич е в състава на нахия Костур, лива Кюстендил. Туминец е засвидетелствано и в XVII век.
В края на XIX век е чисто българско село. Според статистиката на Васил Кънчов („Македония. Етнография и статистика“) в 1900 година в Туманец живеят 360 българи християни.
На Етнографската карта на Битолския вилает на Картографския институт в София от 1901 година Безмища е чисто българско село в Корчанската каза на Корчанския санджак с 25 къщи.
След Илинденското въстание в началото на 1904 година цялото село минава под върховенството на Българската екзархия. По данни на Екзархията в края на XIX век в селото има 23 православни къщи с 220 души жители българи. По данни на секретаря на екзархията Димитър Мишев („La Macédoine et sa Population Chrétienne“) в 1905 година в Туменец има 520 българи екзархисти.
В Екзархийската статистика за 1908/1909 година Атанас Шопов поставя Бесмища в списъка на „българо-патриаршеските села“ в Корчанска каза.
Според Георги Трайчев през 1911/1912 година в Туменецъ има 23 къщи с 220 жители.
В 1913 година селото попада в Албания.
Боривое Милоевич пише в 1921 година („Южна Македония“), че Туманец има 55 къщи славяни християни.
В 1939 година Христо Темелков от името на 40 български къщи в Туменец подписва Молбата на македонски българи до царица Йоанна, с която се иска нейната намеса за защита на българщината в Албания – по това време италиански протекторат.
До 1970 година официалното албанско име на селото е Безмищ (Bezmisht), след което става Каламас, (Kallamas) от kallam, тръстика. В 2013 година името е сменено на оригиналното Туминец (Tuminec).

## Личности
Родени в Туминец
- Стефан Йошев Шулев (1878 - след 1943), български революционер